# Soy Yo
Soy Yo è un album di Mongo Santamaría, pubblicato dalla Concord Jazz Picante Records nel 1987. Il disco fu registrato nell'aprile del 1987 al Penny Lane Studios di New York.

## Tracce
Lato A
1. La manzana (The Apple) – 4:59 (Marty Sheller)
2. Sweet Love – 4:30 (Eddie J. Allen)
3. Soy yo (That's Me) – 4:07 (Ray Martinez)
4. Salazar – 7:36 (Marty Sheller)

Lato B
1. Mayeya – 5:52 (Ileana Mesa, Raymon Santamaria)
2. Oasis – 4:45 (Tony Hinson)
3. Smooth Operator – 4:57
4. Un dia de playa (A Day at the Beach) – 5:04 (Eddie J. Allen)

## Musicisti
- Mongo Santamaría - congas
- Tony Hinson - sassofono tenore, flauto
- Sam Furnace - sassofono alto, sassofono baritono, flauto
- Eddie J. Allen - tromba
- Bob Quaranta - pianoforte, sintetizzatore Dx7
- Ray Martinez - basso
- John Andrews - batteria, timbales
- Pablo Rosario - bongos, cowbell, güiro, percussioni
- Steve Thornton - percussioni (cuica, surdo, shekere)
- Valtinho Anastacio - tamburello, percussioni
- Marty Sheller - conduttore musicale